# Los Molinos (Madrid)
Los Molinos egy község Spanyolországban, Madrid tartományban. Los Molinos Guadarrama, El Espinar, Cercedilla és Collado Mediano községekkel határos. Lakosainak száma 4731 fő (2024).

## Népesség
A település népessége az utóbbi években az alábbiak szerint változott:
| Lakosok száma | 3497 | 4161 | 4417 | 4537 | 4590 | 4374 | 4345 | 4389 | 4699 | 4731 |
|               | 2001 | 2004 | 2007 | 2009 | 2012 | 2014 | 2017 | 2019 | 2022 | 2024 |